# Brasão de armas de Seicheles
O brasão de armas das Seicheles exibe um escudo, no qual uma tartaruga se encontra num solo ervado. Nesse mesmo solo há também um coqueiro. Em segundo plano, um mar azul e duas ilhas podem ser vistas. O escudo é entronado por um elmo de prata, no qual uma ave tropical se encontra ante ondas azuis e brancas. O escudo é suportado por dois espadartes. Sob o escudo surge o lema das Seicheles: "Finis Coronat Opus" ("O Resultado Compensa o Trabalho", em Latim).